# Парышев, Дмитрий Николаевич
Дмитрий Николаевич Парышев (род. 15 мая 1979, Курган) — российский промышленник, генеральный директор ЗАО «Курганстальмост» (с 2008), депутат Курганской городской Думы (2006—2009), игрок хоккейной команды «Мостовик» (1995—2003).

## Биография
Дмитрий Николаевич Парышев родился 15 мая 1979 года в городе Кургане Курганской области в семье начальника отдела материально-технического снабжения Курганского завода металлических мостовых конструкций (с 1990 года — директор этого завода, после акционирования — ЗАО «Курганстальмост»).
С 11 лет занимался в Воскресенской специализированной детско-юношеской школе олимпийского резерва по хоккею, город Воскресенск Московской области.
С 1994 по 2001 год работал инструктором физкультуры курганской хоккейной команды «Мостовик» (с 2003 года — ХК «Зауралье») предприятия «Курганстальмост». Также, с 1995 по 2003 год, играл в составе клуба на позиции защитника, а затем — нападающего.
В 2001 году окончил экономический факультет Курганского государственного университета, после чего ушёл служить в Вооружённые силы Российской Федерации, войска радиационной, химической и биологической защиты Российской Федерации.
В 2002 году, вернувшись из армии, устроился мастером цеха подготовки производства на «Курганстальмост». В ноябре того же года перешел на аналогичную должность в цех обработки, а в январе 2003 года — в сборосварочный цех предприятия.
В 2003—2004 годах был заместителем директора по маркетингу и перспективному развитию.
В ноябре 2004 года занял пост исполнительного директора ЗАО «Курганстальмост». На этом посту занимался модернизацией производства. Отвечал за поиск и отбор производственных решений и оборудования для «Курганстальмоста». Настоял на внедрении на заводе немецкой установки Laser Mat, участвовал в процессе её сертификации. В результате «Курганстальмост» стал первым представителем российской мостостроительной отрасли, применившим технологии лазерной резки металла.
24 апреля 2005 года были повторные выборы депутата Курганской областной Думы IV созыва от округа № 4 (Железнодорожный). В выборах участвовали 6587 из 50298 избирателей (13,10 %). За самовыдвиженца Д. Парышева проголосовал 2271 избиратель (34,48 %), больше, чем за других кандидатов. Выборы признаны несостоявшимися из-за низкой явки.
В 2006 году вступил во Всероссийскую политическую партию «Единая Россия».
В единый день голосования 12 марта 2006 года состоялись повторные выборы депутата Курганской городской Думы IV созыва от округа № 8. В выборах участвовали 2592 из 11642 избирателей (22,26 %). За Д. Парышева, выдвинутого 19 января 2006 года партией «Единая Россия», проголосовали 1096 избирателей (42,32 %). Входил в состав постоянной депутатской комиссии по бюджету, налогам и сборам.
С 17 декабря 2007 года был учредителем и генеральным директором ООО «Зауралмост» (г. Москва, ИНН 7736569543). Организация ликвидирована 23 ноября 2010 года.
В 2008 году инициировал создание «Курганстальмост — Учебный центр», структуры для обучения аттестации сварщиков экстра-класса, которая была создана при поддержке Германского союза сварщиков DVS. Позже Группа отказалась от партнерства с немецкими коллегами, и образовательный проект стал реализовывать исключительно за счёт компании.
С июля 2008 года является генеральным директором ЗАО «Курганстальмост». Дмитрий Парышев разработал новую стратегию развития предприятия, а также диверсифицировал бизнес.
Лично возглавлял работу над рядом проектов холдинга, а именно: возведение сочинского Центрального стадиона «Фишт», строительство стадиона «Открытие Арена», поставка и монтаж конструкций для футбольного стадиона «Краснодар», поставку 4,4 тысячи тонн металлоконструкций для строительства легкоатлетического спортивного комплекса Qazaqstan в Астане, поставку 6,7 тысячи тонн металлоконструкций для Дворца водных видов спорта в Екатеринбурге, участие в строительстве 10 стадионов к ЧМ-2018 по футболу в России, участие в строительстве трассы М-12 «Москва-Казань» (порядка 70 % мостовых конструкций поставила компания), создание крупнейшего за полярным кругом моста на железнодорожной линии «Обская-Бованенково» через реку Юрибей.
В период кризиса 2008—2009 годов Дмитрий Парышев принял решение о переводе предприятия на трёхдневную рабочую неделю для сохранения рабочих мест. После стабилизации экономической ситуации график вернулся к докризисному.
В единый день голосования 14 марта 2010 года состоялись выборы депутата Курганской областной Думы V созыва от округа № 2 (Центральный). В выборах участвовали 15862 из 47269 избирателей (33,56 %). За Д. Парышева, выдвинутого партией «Единая Россия», проголосовали 4618 избирателей (29,13 %); победил кандидат от КПРФ Василий Александрович Кислицын, за которого проголосовали 4867 избирателей (30,70 %)
С 15 марта 2010 года владеет 17 % ООО «Мостпроект».
15 декабря 2013 года принял участие в эстафете олимпийского огня «Сочи-2014» в Кургане.
В 2014 году был избран действительным членом Академии транспорта.
С 25 января 2016 года владеет 19 % ООО «Белоярский песчаный карьер».
В 2017 году инициировал создание хоккейной команды «Курганстальмост» для популяризации хоккея и физической культуры в целом на предприятии и в Курганской области.
С 28 марта 2017 года владеет 50 % ООО «Стройкрантюмень».
С 4 июня 2021 года владеет 51 % ООО «КСМ-Литьё».
8 июня 2021 года стал владельцем ООО «Специализированный застройщик «Мостовик».
16 июня 2022 года стал владельцем ООО «ПРОБЛАСТ ИНЖИНИРИНГ».

## Научная деятельность

### Статьи
- Герасимов В. Я., Парышев Д. Н. Оценка стабильности операций штамповки крепежных изделий по величине прогиба заготовок, 2014[24]
- Герасимов В. Я., Парышев Д. Н. Закономерности формирования механических свойств в холоднотянутых стальных прутках, 2005[25]
- Герасимов В. Я., Парышев Д. Н., Герасимова О. В. Изменение плотности материала при изготовлении калиброванной прутковой стали, 2005[26]
- Герасимов В. Я., Парышев Д. Н. Проверка высокопрочных болтов с различным полем допуска", 2006[27]
- Герасимов В. Я., Парышев Д. Н. Влияние деформационной тренировки металла на прочность болтов при нагружении переменными растягивающими напряжениями, 2006[28]
- Герасимов В. Я., Парышев Д. Н. Повышение прочности болтов на основе деформационной тренировки переменными растягивающими напряжениями, 2006[29]
- Парышев Д. Н., Герасимов В. Я. Сравнение вероятностного поля для болтов по временному сопротивлению и электропроводности, 2008[30]
- Герасимов В. Я., Парышев Д. Н., Герасимова О. В. Оценка упрочняющего эффекта при волочении стальных прутков по изменению электропроводности металла, 2009[31]
- Герасимов В. Я., Парышев Д. Н. Долговечность резьбовых соединений при действии переменных напряжений изгиба, 2009[32]
- Парышев Д. Н., Герасимов В. Я. Влияние длины болтов на прочность при растяжении, 2009[33]
- Парышев Д. Н., Герасимов В. Я. Прочность при растяжении плоских образцов с угловыми, 2010[34]
- Парышев Д. Н., Герасимов В. Я. Ускоренный метод контроля шероховатости на поверхности калиброванных стальных прутков, 2011[35]
- Герасимов В. Я., Парышев Д. Н. Изготовление стержневых резьбовых изделий с заданными точностью и прочностью, 2012[36]
- Моисеев О. Ю., Парышев Д. Н., Овчинников И. Г., Харин В. В., Снегирёв Г. В. Малые мосты — пути развития и перспективы применения в Курганской области и Уральском федеральном округе, 2014[37]
- Моисеев О. Ю., Парышев Д. Н., Овчинников И. Г., Копырин В. И., Харин В. В., Яковлев Л. С., Применение металлических гофрированных конструкций в малом мостостроении, 2015[38]
- Моисеев О. Ю., Парышев Д. Н., Овчинников И. Г., Харин В. В., Вяткин И. А., Снегирёв Г. В. Малые мосты с применением составных элементов из старогодных труб, 2015[39]
- Моисеев О. Ю., Парышев Д. Н., Овчинников И. Г., Харин В. В., Овчинников И. И. Трубобетонные балки с частично предварительно напряжённым бетонным ядром для пролётных строений малых мостов, 2016[40]
- Моисеев О. Ю., Парышев Д. Н., Овчинников И. Г., Харин В. В., Овчинников И. И. Прямые трубобетонные балки с асимметричным предварительно напряжённым бетонным ядром для пролётных строений малых мостов, 2016[41]
- Моисеев О. Ю., Парышев Д. Н., Овчинников И. Г., Харин В. В., Овчинников И. И. Инновационная трубобетонная балка для пролётных строений балочных малых мостов, 2016[42]
- Парышев Д. Н., Ильтяков А. В., Моисеев О. Ю., Овчинников И. Г., Харин В. В. Пути развития малого мостостроения в Российской Федерации, 2018[43]
- Парышев Д. Н., Ильтяков А. В., Моисеев О. Ю., Овчинников И. Г., Харин В. В., Проблемы малых мостов, 2018[44]

### Патенты
- Патент РФ на полезную модель № 79474, МПК 3 В 23 G 5/00. Метчик / Н. Н. Огарков, Д. Н. Парышев, Е. А. Инковая[45].

- Патент РФ на полезную модель № 78719, МПК 3 В 23 G 5/06. Метчик для очистки резьбовых отверстий / Н. Н. Огарков, Д. Н. Парышев, Е. А. Инковая[46].

## Социальная и благотворительная деятельность
Дмитрий Парышев и «Курганстальмост» покрывают 65 % затрат на содержание курганского ХК «Зауралье».
По инициативе Дмитрия Парышева «Курганстальмост» оказывает финансовую помощь спортсменке по стендовой стрельбе Людмиле Пшеничниковой, входящей в сборную РФ (на средства компании для нее закупается необходимый спортинвентарь), также компания поддерживает автоспорт и участвует в организации гонок на легковых и грузовых машинах, выступает спонсором Курганского ипподрома.
В 2016 по инициативе Парышева «Курганстальмост» начал участвовать в строительстве социально-значимых объектов. На 2023 год был построен мост ЖБИ, возводится здание поликлиники Курганской областной клинической больницы, трёх школ в Кургане и одной в области. Ведётся строительство детских садов и хирургического корпуса Курганского онкологического диспансера, Центра культурного развития в Шумихе, бассейна в Кургане.
Член Попечительского совета Курганского государственного театра драмы.
Входит в состав Попечительского совета Благотворительного фонда поддержки филармонической деятельности. Спонсорскую помощь со стороны возглавляемого Дмитрием Парышевым «Курганстальмоста» получает целый ряд соцучреждений. В их числе — городская гимназия, Дом престарелых и областная филармония.

## Награды и звания, премии
- Нагрудный знак «Почетный строитель России» за большой личный вклад в развитие строительной отрасли, 27 июля 2004 года[2][7][4]
- Медаль «Маршал Василий Чуйков», МЧС России, за безупречное служение делу гражданской обороны, предупреждения и ликвидации последствий чрезвычайных ситуаций, качественное выполнение служебных обязанностей и в связи с 81-й годовщиной со дня образования Гражданской обороны, 2013 год[7]
- Медаль «За строительство транспортных объектов», Минтранс России, 2022 год[4]
- Медаль «За развитие транспортной системы Крыма», Минтранс России, 2018 год[49].
- Нагрудный знак и удостоверение «За отличие в службе» I степени МВД России, 2009 год[7]
- Почётная грамота Министерства промышленности и торговли Российской Федерации, 2020 год.
- Благодарность полномочного представителя Президента Российской Федерации в Уральском Федеральном округе, 2017 год.
- Почётный гражданин Курганской области (6 февраля 2024) — за выдающиеся заслуги в развитии отраслей экономики и социальной сферы, способствующие повышению известности и авторитета Курганской области[50]
- Знак отличия Губернатора Курганской области «За благое дело», 3 февраля 2015 года[51]
- Диплом Губернатора Курганской области областного ежегодного конкурса «Директор года» на соискание премии имени С. А. Балакшина, 2012 год[52]
- Благодарственное письмо Курганской областной Думы, 2011 год
- Звание «Почётный гражданин города Кургана», 23 июня 2021 года[53][54][55]
- Портрет занесён в галерею «Курганцы — гордость города», за достижения в промышленном производстве,15 июня  2011 года[56][57]
- Медаль Андрея Первозванного «В память за Верность»[58], за внедрение новых прогрессивных форм организации труда и большой вклад в решение социальных проблем, 2005 год[2][7][4]
- Памятная медаль «ХХII Олимпийские зимние игры и ХI Паралимпийские зимние игры 2014 г. в г. Сочи», за значительный вклад за подготовку и проведение 22 олимпийских и 11 параолимпийских зимних игр, 2014 год[7]
- Крест Ордена «Строитель XXI века», за значительный вклад в развитие строительной индустрии РФ и активную социальную политику, 2008 год[7]
- Звание «Лауреат национальной премии имени Петра Великого», за высокий профессионализм и эффективное управление предприятием, 2008 год[2][7][4]
- Премия «Человек года — 2013» в номинации «Мостостроение», за вклад в развитие транспортной инфраструктуры Российской Федерации, стран Ближнего и Дальнего Зарубежья, 2013 год[59]

## Семья, увлечения
- Отец Парышев Николай Васильевич (24 мая 1952, Курган — 17 июля 2008, Курган), директор Курганского завода металлических мостовых конструкций (с 1990), после акционирования — генеральный директор ЗАО «Курганстальмост».
- Мать Валентина Иосифовна.
  - Брат Парышев Сергей Николаевич (род. 10 сентября 1973, Омск), исполнительный директор ЗАО «Курганстальмост» (с сентября 2008).
- Жена Ирина Владимировна. Трое детей[7]
  - Сын Николай

Увлекается хоккеем, горными лыжами, охотой.